# Liste des titres musicaux numéro un en Autriche en 2013
Cette page liste les titres numéro un dans les meilleures ventes de disques en Autriche pour l'année 2013.

## Classement des singles
| №  | Date         | Artiste                            | Titre                 |
| -- | ------------ | ---------------------------------- | --------------------- |
| 1  | 4 janvier    | Cro                                | Einmal um die Welt    |
| 2  | 11 janvier   | The Script feat. will.i.am         | Hall of Fame          |
| 3  | 18 janvier   | The Script feat. will.i.am         | Hall of Fame          |
| 4  | 25 janvier   | will.i.am & Britney Spears         | Scream & Shout        |
| 5  | 1er février  | will.i.am & Britney Spears         | Scream & Shout        |
| 6  | 8 février    | will.i.am & Britney Spears         | Scream & Shout        |
| 7  | 15 février   | Andreas Gabalier                   | Go for Gold           |
| 8  | 22 février   | Andreas Gabalier                   | Go for Gold           |
| 9  | 1er mars     | Andreas Gabalier                   | Go for Gold           |
| 10 | 8 mars       | will.i.am & Britney Spears         | Scream & Shout        |
| 11 | 15 mars      | Passenger                          | Let Her Go            |
| 12 | 22 mars      | Passenger                          | Let Her Go            |
| 13 | 29 mars      | Passenger                          | Let Her Go            |
| 14 | 5 avril      | Passenger                          | Let Her Go            |
| 15 | 12 avril     | Passenger                          | Let Her Go            |
| 16 | 19 avril     | Pink feat. Nate Ruess              | Just Give Me a Reason |
| 17 | 26 avril     | Pink feat. Nate Ruess              | Just Give Me a Reason |
| 18 | 3 mai        | Wax (en)                           | Rosana                |
| 19 | 10 mai       | Wax (en)                           | Rosana                |
| 20 | 17 mai       | Wax (en)                           | Rosana                |
| 21 | 24 mai       | Beatrice Egli                      | Mein Herz             |
| 22 | 31 mai       | Daft Punk feat. Pharrell Williams  | Get Lucky             |
| 23 | 7 juin       | Daft Punk feat. Pharrell Williams  | Get Lucky             |
| 24 | 14 juin      | Robin Thicke feat. T.I. & Pharrell | Blurred Lines         |
| 25 | 21 juin      | Robin Thicke feat. T.I. & Pharrell | Blurred Lines         |
| 26 | 28 juin      | Robin Thicke feat. T.I. & Pharrell | Blurred Lines         |
| 27 | 5 juillet    | Robin Thicke feat. T.I. & Pharrell | Blurred Lines         |
| 28 | 12 juillet   | Avicii                             | Wake Me Up!           |
| 29 | 19 juillet   | Avicii                             | Wake Me Up!           |
| 30 | 26 juillet   | Avicii                             | Wake Me Up!           |
| 31 | 2 août       | Avicii                             | Wake Me Up!           |
| 32 | 9 août       | Avicii                             | Wake Me Up!           |
| 33 | 16 août      | Avicii                             | Wake Me Up!           |
| 34 | 23 août      | Avicii                             | Wake Me Up!           |
| 35 | 30 août      | Avicii                             | Wake Me Up!           |
| 36 | 6 septembre  | Avicii                             | Wake Me Up!           |
| 37 | 13 septembre | Katy Perry                         | Roar                  |
| 38 | 20 septembre | Katy Perry                         | Roar                  |
| 39 | 27 septembre | Olly Murs                          | Dear Darlin’          |
| 40 | 4 octobre    | Olly Murs                          | Dear Darlin’          |
| 41 | 11 octobre   | Olly Murs                          | Dear Darlin’          |
| 42 | 18 octobre   | James Blunt                        | Bonfire Heart         |
| 43 | 25 octobre   | Olly Murs                          | Dear Darlin’          |
| 44 | 1er novembre | Avicii                             | Hey Brother           |
| 45 | 8 novembre   | Klingande                          | Jubel                 |
| 46 | 15 novembre  | Klingande                          | Jubel                 |
| 47 | 22 novembre  | Klingande                          | Jubel                 |
| 48 | 29 novembre  | Pitbull feat. Kesha                | Timber                |
| 49 | 6 décembre   | Milky Chance                       | Stolen Dance          |
| 50 | 13 décembre  | Pitbull feat. Kesha                | Timber                |
| 51 | 20 décembre  | Pitbull feat. Kesha                | Timber                |
| 52 | 27 décembre  | Pitbull feat. Kesha                | Timber                |

## Classement des albums
| №  | Date         | Artiste                                                                       | Titre                             |
| -- | ------------ | ----------------------------------------------------------------------------- | --------------------------------- |
| 1  | 4 janvier    | Michael Bublé                                                                 | Christmas                         |
| 2  | 11 janvier   | Pink                                                                          | The Truth About Love              |
| 3  | 18 janvier   | Orchestre philharmonique de Vienne Direction: Franz Welser-Möst               | Neujahrskonzert 2013              |
| 4  | 25 janvier   | Andrea Berg                                                                   | Abenteuer - 20 Jahre Andrea Berg  |
| 5  | 1er février  | Andrea Berg                                                                   | Abenteuer - 20 Jahre Andrea Berg  |
| 6  | 8 février    | Andrea Berg                                                                   | Abenteuer - 20 Jahre Andrea Berg  |
| 7  | 15 février   | Andrea Berg                                                                   | Abenteuer - 20 Jahre Andrea Berg  |
| 8  | 22 février   | Kollegah & Farid Bang                                                         | Jung, brutal, gutaussehend 2      |
| 9  | 1er mars     | Nick Cave and the Bad Seeds                                                   | Push the Sky Away                 |
| 10 | 8 mars       | Lindsey Stirling                                                              | Lindsey Stirling                  |
| 11 | 15 mars      | Lindsey Stirling                                                              | Lindsey Stirling                  |
| 12 | 22 mars      | Bon Jovi                                                                      | What About Now                    |
| 13 | 29 mars      | Semino Rossi                                                                  | Symphonie des Lebens              |
| 14 | 5 avril      | Depeche Mode                                                                  | Delta Machine                     |
| 15 | 12 avril     | Semino Rossi                                                                  | Symphonie des Lebens              |
| 16 | 19 avril     | Volbeat                                                                       | Outlaw Gentlemen and Shady Ladies |
| 17 | 26 avril     | Michael Bublé                                                                 | To Be Loved                       |
| 18 | 3 mai        | Christina Stürmer                                                             | Ich hör auf mein Herz             |
| 19 | 10 mai       | Deep Purple                                                                   | Now What?!                        |
| 20 | 17 mai       | Reinhard Mey                                                                  | Dann mach's gut                   |
| 21 | 24 mai       | Rainhard Fendrich                                                             | Besser wirds nicht                |
| 22 | 31 mai       | Daft Punk                                                                     | Random Access Memories            |
| 23 | 7 juin       | Sportfreunde Stiller                                                          | New York, Rio, Rosenheim          |
| 24 | 14 juin      | Xavier Naidoo                                                                 | Bei meiner Seele                  |
| 25 | 21 juin      | Andreas Gabalier                                                              | Home Sweet Home                   |
| 26 | 28 juin      | Die Amigos                                                                    | Im Herzen jung                    |
| 27 | 5 juillet    | Andreas Gabalier                                                              | Home Sweet Home                   |
| 28 | 12 juillet   | Seer                                                                          | Dahoam                            |
| 29 | 19 juillet   | Seer                                                                          | Dahoam                            |
| 30 | 26 juillet   | Shindy                                                                        | NWA                               |
| 31 | 2 août       | Seer                                                                          | Dahoam                            |
| 32 | 9 août       | Hansi Hinterseer                                                              | Heut' ist Dein Tag                |
| 33 | 16 août      | Seer                                                                          | Dahoam                            |
| 34 | 23 août      | Anna Netrebko, Gianandrea Noseda und das Orchestra del Teatro Regio di Torino | Verdi                             |
| 35 | 30 août      | Anna Netrebko, Gianandrea Noseda und das Orchestra del Teatro Regio di Torino | Verdi                             |
| 36 | 6 septembre  | Y-Titty (de)                                                                  | Stricksocken Swagger              |
| 37 | 13 septembre | Oliver Haidt                                                                  | Mitten ins Herz                   |
| 38 | 20 septembre | Andrea Berg                                                                   | Atlantis                          |
| 39 | 27 septembre | Andrea Berg                                                                   | Atlantis                          |
| 40 | 4 octobre    | Andrea Berg                                                                   | Atlantis                          |
| 41 | 11 octobre   | Casper                                                                        | Hinterland                        |
| 42 | 18 octobre   | Helene Fischer                                                                | Farbenspiel                       |
| 43 | 25 octobre   | Helene Fischer                                                                | Farbenspiel                       |
| 44 | 1er novembre | James Blunt                                                                   | Moon Landing                      |
| 45 | 8 novembre   | Kiddy Contest Kids                                                            | Kiddy Contest Vol. 19             |
| 46 | 15 novembre  | Eminem                                                                        | The Marshall Mathers LP 2         |
| 47 | 22 novembre  | Lady Gaga                                                                     | Artpop                            |
| 48 | 29 novembre  | Robbie Williams                                                               | Swings Both Ways                  |
| 49 | 6 décembre   | Robbie Williams                                                               | Swings Both Ways                  |
| 50 | 13 décembre  | Robbie Williams                                                               | Swings Both Ways                  |
| 51 | 20 décembre  | Robbie Williams                                                               | Swings Both Ways                  |
| 52 | 27 décembre  | Robbie Williams                                                               | Swings Both Ways                  |

## Hit-Parade
| Singles | Alben |
| --- | --- |
| 1. Avicii – Wake Me Up! 2. Robin Thicke feat. T.I. & Pharrell – Blurred Lines 3. Will.i.am & Britney Spears – Scream & Shout 4. Passenger – Let Her Go 5. Sido – Bilder im Kopf 6. Pink feat. Nate Ruess – Just Give Me a Reason 7. Macklemore feat. Ryan Lewis & Ray Dalton – Can't Hold Us 8. Wax – Rosana 9. Leonard Pospichal & Thomas Blug – Victim of Love 10. Macklemore feat. Ziggy Stardust – And We Dancend 11. Icona Pop feat. Charli XCX - I Love It 12. Macklemore feat. Ryan Lewis & Wanz – Thrift Shop 13. Daft Punk feat. Pharrell Williams - Get Lucky 14. Imagine Dragons - Radioactive 15. James Arthur - Impossible 16. Sportfreunde Stiller - Applaus, Applaus 17. Pitbull feat. Christina Aguilera - Feel This Moment 18. Capital Cities - Safe and Sound 19. The Script feat. Will.i.am - Hall of Fame 20. DJ Antoine - Bella Vita | 1. Andrea Berg – Atlantis 2. Helene Fischer – Farbenspiel 3. Robbie Williams – Swings Both Ways 4. Andreas Gabalier – Home Sweet Home 5. Beatrice Egli – Glücksgefühle 6. Pink – The Truth About Love 7. Andrea Berg – Abenteuer - 20 Jahre 8. Helene Fischer – Best Off 9. Franz Welser-Möst – Neujahrskonzert 2013 10. Volbeat − Outlaw Gentlemen and Shady Ladies |